# Fontehimmel
Fontehimmel eller dåbshimmel er en himmel, som svæver over døbefonten. Den er typisk opbygget i træ. Oprindelig har den været tænkt som låg over fonten for at beskytte det indviede vand mod skidt og utøj. Senere hævedes den op i luften over fonten, og samtidig fik den en rig udskåren ornamentik. Til tider ses den udformet som et slags bur, hvor Jesu dåb er afbildet. Fontehimler var langt fra standardinventar i alle kirker, men i lang rækker kirker findes de bevarede. Ofte stammer de fra baroktiden. 
I mange katolske kirker benyttes fontehimlen stadig som låg på døbefonten, når den ikke er i brug.
Fontelåg er plade tilpasset døbefontens åbning der brugtes som låg for at beskytte mod skidt og utøj.

## Eksempler
- Vor Frelsers Kirke i København
- Løgumkloster Kirke
- St. Alban's English Church i København